# Sauzelles
Sauzelles és un municipi francès, situat al departament de l'Indre i a la regió de Centre – Vall del Loira. L'any 2007 tenia 250 habitants.

## Demografia

### Població
El 2007 la població de fet de Sauzelles era de 250 persones. Hi havia 109 famílies, de les quals 34 eren unipersonals (21 homes vivint sols i 13 dones vivint soles), 42 parelles sense fills, 25 parelles amb fills i 8 famílies monoparentals amb fills.
La població ha evolucionat segons el següent gràfic:
Habitants censats

### Habitatges
El 2007 hi havia 162 habitatges, 118 eren l'habitatge principal de la família, 30 eren segones residències i 14 estaven desocupats. Tots els 162 habitatges eren cases. Dels 118 habitatges principals, 100 estaven ocupats pels seus propietaris, 15 estaven llogats i ocupats pels llogaters i 3 estaven cedits a títol gratuït; 6 tenien dues cambres, 24 en tenien tres, 31 en tenien quatre i 56 en tenien cinc o més. 13 habitatges disposaven pel capbaix d'una plaça de pàrquing. A 67 habitatges hi havia un automòbil i a 38 n'hi havia dos o més.

### Piràmide de població
La piràmide de població per edats i sexe el 2009 era:
| Homes | Edats   | Dones |
| ----- | ------- | ----- |
| 0     | 95 o +  | 0     |
| 0     | 90 a 94 | 4     |
| 0     | 85 a 89 | 4     |
| 4     | 80 a 84 | 0     |
| 12    | 75 a 79 | 8     |
| 4     | 70 a 74 | 12    |
| 0     | 65 a 69 | 4     |
| 4     | 60 a 64 | 20    |
| 12    | 55 a 59 | 8     |
| 12    | 50 a 54 | 12    |
| 4     | 45 a 49 | 8     |
| 12    | 40 a 44 | 12    |
| 4     | 35 a 39 | 0     |
| 0     | 30 a 34 | 0     |
| 16    | 25 a 29 | 8     |
| 12    | 20 a 24 | 0     |
| 4     | 15 a 19 | 4     |
| 0     | 10 a 14 | 0     |
| 4     | 5 a 9   | 0     |
| 4     | 0 a 4   | 0     |

## Economia
El 2007 la població en edat de treballar era de 137 persones, 100 eren actives i 37 eren inactives. De les 100 persones actives 96 estaven ocupades (54 homes i 42 dones) i 4 estaven aturades (2 homes i 2 dones). De les 37 persones inactives 24 estaven jubilades, 3 estaven estudiant i 10 estaven classificades com a «altres inactius».

### Ingressos
El 2009 a Sauzelles hi havia 112 unitats fiscals que integraven 247 persones, la mediana anual d'ingressos fiscals per persona era de 14.857 €.

### Activitats econòmiques
Dels 4 establiments que hi havia el 2007, 1 era d'una empresa d'informació i comunicació, 1 d'una entitat de l'administració pública i 2 d'empreses classificades com a «altres activitats de serveis».
L'únic servei als particulars que hi havia el 2009 era una perruqueria.
L'any 2000 a Sauzelles hi havia 15 explotacions agrícoles que ocupaven un total de 920 hectàrees.

## Equipaments sanitaris i escolars
El 2009 hi havia una escola elemental integrada dins d'un grup escolar amb les comunes properes formant una escola dispersa.

## Poblacions més properes
El següent diagrama mostra les poblacions més properes.